# 國家警察 (法國)
国家警察（法語：Police nationale）是法国的两支国家警隊之一，另一个是國家憲兵。国家警察是该国主要的民事执法机构，主要負責維護城市和大城镇的治安。而國家憲兵主要維護小城镇以及农村和边境地区的治安。国家警察隶属於法国内政部管辖。 